# 阚家蓂
阚家蓂（1922年2012年—），女，安徽合肥人，美国华裔地理学家、诗词家，曾任中华诗词学会顾问。

## 家庭
丈夫谢觉民。